# وردة غير رسمية (رواية)
وردة غير رسمية (بالإنجليزية: An Unofficial Rose)‏ هي رواية للكاتبة البريطانية آيريس مردوك، نشرت عام 1962، لأول مرة عن دار نشر تشاتو آند ويندوس.